# 埋れた青春
『埋れた青春』（うずもれたせいしゅん、原題：L'Affaire Maurizius）は、1954年に製作・公開されたフランスの映画である。ドイツ出身であるヤーコプ・ヴァッサーマンの小説を基にジュリアン・デュヴィヴィエが監督、ダニエル・ジェランが主演した。「法廷もの」に分類される恋愛映画である。1955年に催行された第29回キネマ旬報ベストテンにおいて、外国映画部門で第4位に選出された。

## あらすじ
スイスのベルンに住む16歳のエツェル（ジャック・シャバッソール）は学校の帰り道で、1人の老年の男性（ドニ・ディネス）に後をつけられる様になった。その後、その男性が執拗に付き纏う様になり、とうとう家まで押しかけてくる。その男性は「モリジウス」と名乗り、エツェルの父親である検事・ヴォルフ（シャルル・ヴァネル）に息子の再審上告書を持ってきたのであった。この名についてエツェルは父親や使用人に尋ねるが、誰も答えてはくれなかった。ある日、エツェルは父方の祖母の家に遊びに行き、祖母にこの名について尋ねてみると、祖母はエツェルが生まれる以前の今から18年前に起こった事件の裁判について語り始めた…。

## 主な出演者
- ダニエル・ジェラン ： レオナール・モリジウス
- マドレーヌ・ロバンソン（フランス語版）： エリザベット・モリジウス
- エレオノラ・ロッシ＝ドラゴ ： アンナ・ハーン
- アントン・ウォルブルック（フランス語版） ： グレゴワール・ヴァレム
- シャルル・ヴァネル ： ヴォルフ・アンデルガスト
- ベルテ・ボオビィ（フランス語版）： 父方の祖母
- ドニ・ディネス（フランス語版） ： ピエール・ポール・モリジウス
- ジャック・シャバッソール（フランス語版） ： エツェル・アンデルガスト
- パオラ・ボルボーニ（イタリア語版） ： ボビケ夫人

## スタッフ
- 監督：ジュリアン・デュヴィヴィエ
- 製作：アンリ・デューチュメイステル
- 原作：ヤコブ・ワッセルマン
- 脚本：ジュリアン・デュヴィヴィエ
- 音楽：ジョルジュ・ヴァン・パリス（フランス語版）、ピエール・ラリュー
- 撮影：ロベール・ル・フェーヴル
- 編集：マルト・ポンサン（フランス語版）
- 美術：マックス・ドゥーイ
- 衣裳：ロジーヌ・デ・ラ・メア

## 受賞とノミネート
| 映画祭・賞                        | 部門       | 候補者             | 結果 |
| --------------------------------- | ---------- | ------------------ | ---- |
| 第8回カルロヴィ・ヴァリ国際映画祭 | 主演男優賞 | シャルル・ヴァネル | 受賞 |